# Le Monde des Plantes
 (avril 2025).
Motif : Où sont les sources secondaires, centrées et indépendantes qui montrent que les critères d'admissibilité sont atteints ? La revue n'est pas une source sur elle même.
- Archive Wikiwix
- Bing
- Cairn
- DuckDuckGo
- E. Universalis
- Gallica
- Google
- G. Books
- G. News
- G. Scholar
- Persée
- Qwant
- (zh) Baidu
- (ru) Yandex
- (wd) trouver des œuvres sur Wikidata

| 1. | Préciser le motif de la pose du bandeau. | Précisez le motif de la pose du bandeau en utilisant la syntaxe suivante : {{admissibilité à vérifier\|date=juillet 2025\|motif=remplacez ce texte par le motif}}                         |
| 2. | Informer les utilisateurs concernés.     | Pensez à avertir le créateur de l'article, par exemple, en insérant le code ci-dessous sur sa page de discussion : {{subst:avertissement admissibilité à vérifier\|Le Monde des Plantes}} |

Le Monde des Plantes est une revue de botanique créée par Hector Léveillé, pour remplacer à partir du 1er janvier 1899, une revue antérieure de même nom qui était l'organe de l'Académie internationale de géographie botanique. Son siège est au Mans et sa parution trimestrielle. À partir du numéro 6 du 1er avril 1900, elle est sous-titrée Intermédiaire des botanistes en remplacement de la mention revue trimestrielle et internationale. Ce sous-titre est explicité par H. Léveillé dans le no 5 du 1er janvier 1900.
Au décès de H. Léveillé, la direction, rédaction et administration est reprise par Charles Duffour, instituteur à Agen, membre de la Société botanique de France et de la Société française de botanique,. Le siège du journal migre à Agen.
Paul Victor Fournier en reprend la direction de 1932 à 1948, et le siège du journal migre à Poinson-lès-Grancey. Il n'y eut aucune parution entre les numéros d'avril-mai 1940 et de janvier-février 1947.
En 1949, la revue s'installe à Toulouse, à la faculté des Sciences (Université Paul Sabatier), sous la direction d'Henri Gaussen, qui en confie la rédaction aux équipes successives suivantes :
- 1949-1953 : Claude Leredde, assisté de Georges Dupias et C. Hamant ;
- 1953-1957 : Claude Leredde, avec Georges Dupias et Guy Durrieu ;
- 1958-1969 : Pierre le Brun, avec Guy Durrieu et Claude Leredde.

Après le décès de Pierre Le Brun, en janvier 1970, la revue est dirigée par Claude Leredde assisté de ;
- 1970-1973 : M. Kiredjian, Hélène Pount, P. Husson, B. Lugardon, Yves Monange et A. Souvré ;
- 1974-1981 : Yves Monange et Hélène Pount ;
- 1980-1987 : Yves Monange et Georges Bosc.

En 1988, André Baudière prend la relève assisté de :
- 1988-1996 : Yves Monange, Georges Bosc et Jean-Jacques Amigo ;
- 1997-2000 : Yves Monange, Georges Bosc, Jean-Jacques Amigo et Jacques Gamisans ;
- 2001-2004 : Yves Monange et Thierry Gauquelin.

Depuis 2005, la revue est hébergée par le Conservatoire botanique national des Pyrénées et de Midi-Pyrénées à Bagnères-de-Bigorre, et dirigée par Gérard Largier, assisté de Thierry Gauquelin et Guy Jalut, avec l'appui administratif, logistique et scientifique du Conservatoire, qui gère le fonds documentaire de la revue ainsi que l'herbier de Pierre Le Brun, conservé avec l'ensemble de ses collections répertoriées sous le code BBF.